# Terapus wagneri
Terapus wagneri är en skalbaggsart som beskrevs av Desbordes 1914. Terapus wagneri ingår i släktet Terapus och familjen stumpbaggar. Inga underarter finns listade i Catalogue of Life.